# Haniska (okres Prešov)
Haniska je obec na Slovensku v okrese Prešov. První písemná zmínka o obci pochází z roku 1288. Obcí protéká řeka Torysa, do které se v blízkosti obce vlévá řeka Delňa. Žije zde 745 obyvatel.

## Geografie
Obec se nachází v severní části Košické kotliny na levém břehu Torysy při soutoku s Delňou. Na pravém břehu do území obce zasahuje podhůří Šarišské vrchoviny. Území v západní části mírně členité je tvořeno flyšem. Nadmořská výška se pohybuje v rozmezí 230–359 m, střed obce leží ve výšce 233 m n. m. a je vzdáleno šest kilometrů od centra Prešova. Východní část území je odlesněna a v západní je les s porostem dubu a habru.
Obec má rozlohu 1,9402 km², z toho 35 % je zemědělská půda. Celkové využití půdy (2020): 20 % orná půda, 9 % zahrady, 13 % lesy atd.
Obec  sousedí:
|        | Solivar           |         |
| Prešov |                   | Solivar |
|        | Petrovany Kendice |         |

## Historie
První písemná zmínka o Hanisce pochází z roku 1288, kdy již existující ves získal za věrné služby Petr, zvaný Hruška. V listinách ze 13. až 16. století se název obce objevuje v podobě Enezke a Enizke. Zemanské rodiny zabíraly sedlákům půdu, což vyvolávalo neshody a nutilo sedláky k odchodu. V roce 1427 byla ves daněna z pěti port. Na konci 16. století bylo ve vsi 10 převážně selských domů, čímž se řadila k menším vesnicím. Obyvatelé byli většinou katolíci, ale v roce 1651 zde byli i evangelíci. Na přelomu 16. a 17. století žili v obci také poddaní a řemeslníci. V roce 1699 postihl vesnici požár a znovu v roce 1705. Stavba kostela je připomínána v roce 1750, stavebními úpravami prošel v letech 1887 a 1916. V roce 1786 žilo v Hanisce podle soupisu tereziánského urbáře 7 zemanů, 5 sedláků, 4 obchodníci, 33 řemeslníků, 35 dětí do 17 let a 104 žen. Celkový počet obyvatel činil 194, kteří žili ve 41 rodinách. V roce 1789 se obec podílela na stavbě mostu přes potok Delňu. V roce 1828 žilo 349 obyvatel v 47 domech. Významnou událostí v historii obce bylo selské povstání v roce 1831, které dnes připomíná pomník na vrchu Furča z roku 1938.
V polovině 19. století zde žilo asi 200 obyvatel, většinou římskokatolického vyznání. Obyvatelstvo tvořili zemědělci (bývalí sedláci), služebnictvo, povozníci, zahradníci, mlynáři a kováři; lidé často dojížděli za prací do Prešova. Koncem 19. století byl postaven nový kaštel a počátkem 20. století přibyla kúria. V roce 1904 byl postaven mlýn, o něco později přibyla škola. V roce 1907 byl postaven lihovar. V listopadu 1929 požár zničil několik stodol. O rok později žilo v obci Eperies-Enicke ve 27 domech 236 obyvatel, z toho 225 Slováků, 5 Maďarů a 4 Němci. Velký statek vlastnil statkář Kirchmayer. V roce 1936 vznikl Spolek katolické mládeže, jehož členové hráli divadlo, recitovali a zpívali písně, a v roce 1939 byl založen volejbalový klub. Útlum činnosti spolku nastal během druhé světové války.
V roce 1950 bylo založeno JRD, které převzalo i konfiskovaný zemědělský majetek statkáře Kirchmayera, a družstevní lihovar zahájil svou činnost. Majer byl předán obci, která získala i zahradu a další pozemky, a Haniska se stala známou pěstováním zeleniny. Do roku 1974 fungovala v obci jednotřídní škola a v původním učitelském bytě byla zřízena mateřská škola. V roce 1977 byla základní škola zrušena, a tak byly prostory mateřské školy rozšířeny. Kaštel byl zrekonstruován a vznikly v něm prostory pro obchod, pohostinství, kanceláře, knihovnu, společenský sál, divadlo a kino. V roce 1971 se obec stala příměstskou částí Prešova.

## Znak
Blason: V modrém štítě ve zlatém pažitu stojící vpravo hledící ve stříbrném oděvu a v  černých botách muž ve zlatém klobouku, držící v pravé ruce tři zlaté klasy, z pažitu vpravo vyrůstají čtyři zlaté bezosinové klasy na listnatých stoncích.

## Doprava
Středem obce prochází silnice I/20 do Košic a železniční trať Kysak–Prešov.

## Sport
V Hanisce se nachází fotbalové hřiště místního klubu FK Furča Haniska. Zajímavostí je Památník Východoslovenského rolnického povstání na blízkém vrcholu Furča.

## Památky

### Památník Východoslovenského rolnického povstání
V letech 1938–1939 byl na vrchu Furča postaven Památník Východoslovenského rolnického povstání jako vzpomínka na rolnické povstání ve východním Slovensku roce 1831. Autorem je sochař Jozef Pospíšil. Památník tvoří vysoký pylon s postavou muže, který drží v ruce ratolest. V patě pylonu je skupina sedmi  povstalců.
Celková výška památníku je 20 m, bronzové postavy ve skupině mají výšku 3,2 m a postava na pyl=onu je vysoká 4,2 m, ratolest, kterou drží v pravé ruce, měří 0,4 m.
Pomník je kulturní památkou Slovenska.

### Kostel Nejsvětější Trojice
Římskokatolický kostel Nejsvětější Trojice byl postaven v roce 1750 v pozdně barokním stylu. Jednolodní stavba s půlkruhovým kněžištěm a střešní věžičkou na štítovém průčelí. V interiéru je rokokový hlavní oltář z 18. století a kazatelna z druhé poloviny 18. století,  prostory jsou zaklenuty českou placku.
Ve věžičce jsou dva zvony. Malý zvon z roku 1773 s latinským nápisem (v překladu: Ježiš nazaretský král židovský) má hmotnost asi 15 kg. Druhý zvon z roku 1888 byl ulit v Sabinově zvonařem Friedmanem. Nápis na zvonu:„Pre obcu Enitzka (Haniska) chválim boha, ľud, kňaza do chromu wolám fundátor Zlatehlav Jonaš“

### Kúria
Kúria byla postavena na začátku 20. století v secesním stylu. Je to jednopodlažní bloková dvojtraktová stavba s malou nárožní věžičkou a s okřídlenými frontony nad okny. 

### Kaštel
Kaštel (také kúria) byl postaven v druhé polovině 19. století v pozdním klasicistním stylu. Je to jednopodlažní bloková třítraktová stavba s rizalitem v hlavním průčelí. Fasáda byla členěna nárožní bosáží a průběžnou rustikou. Okna mají  segmentové frontony, v průčelí půlkruhové zakončení.

## Fotografie

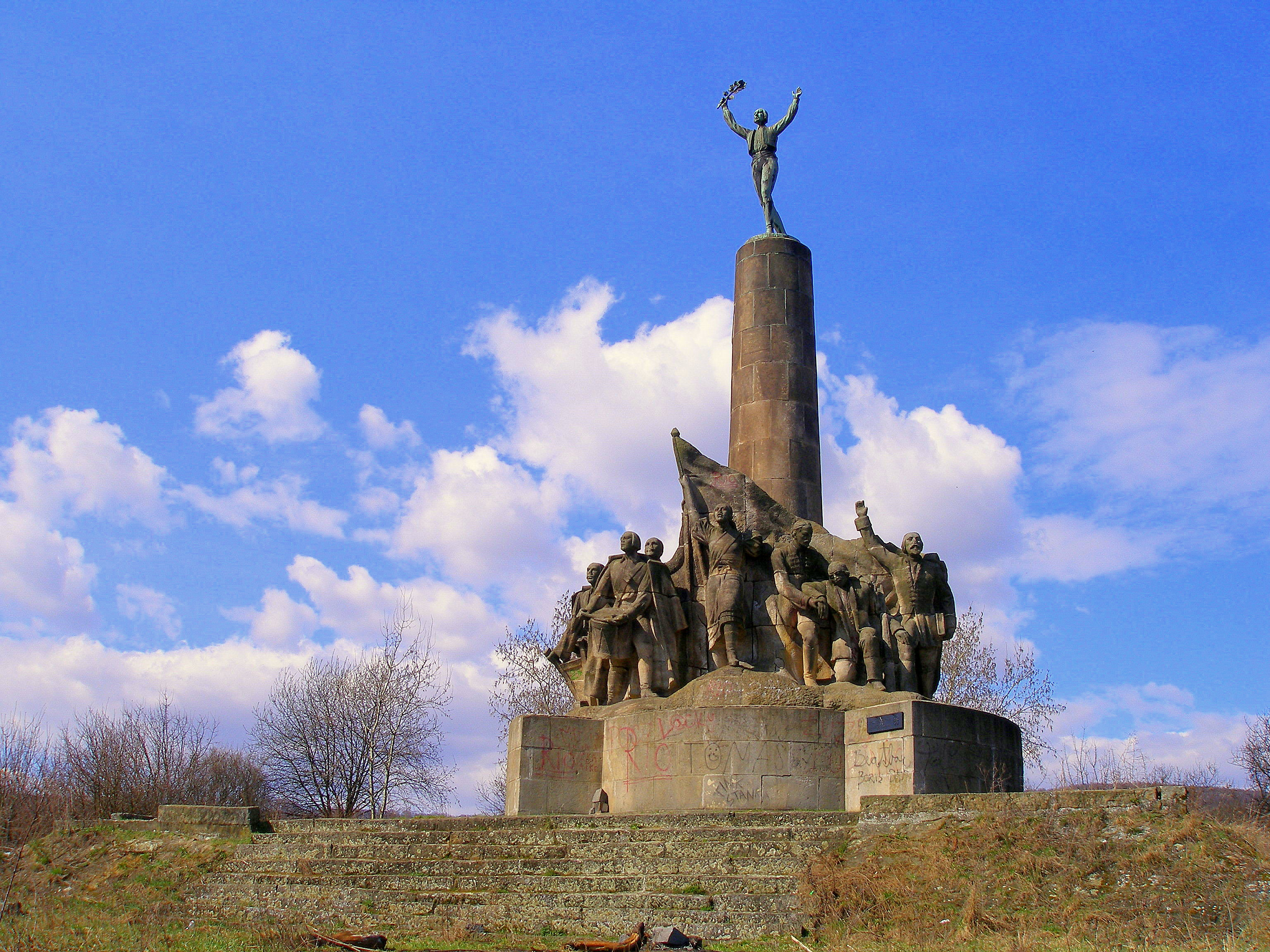
památník
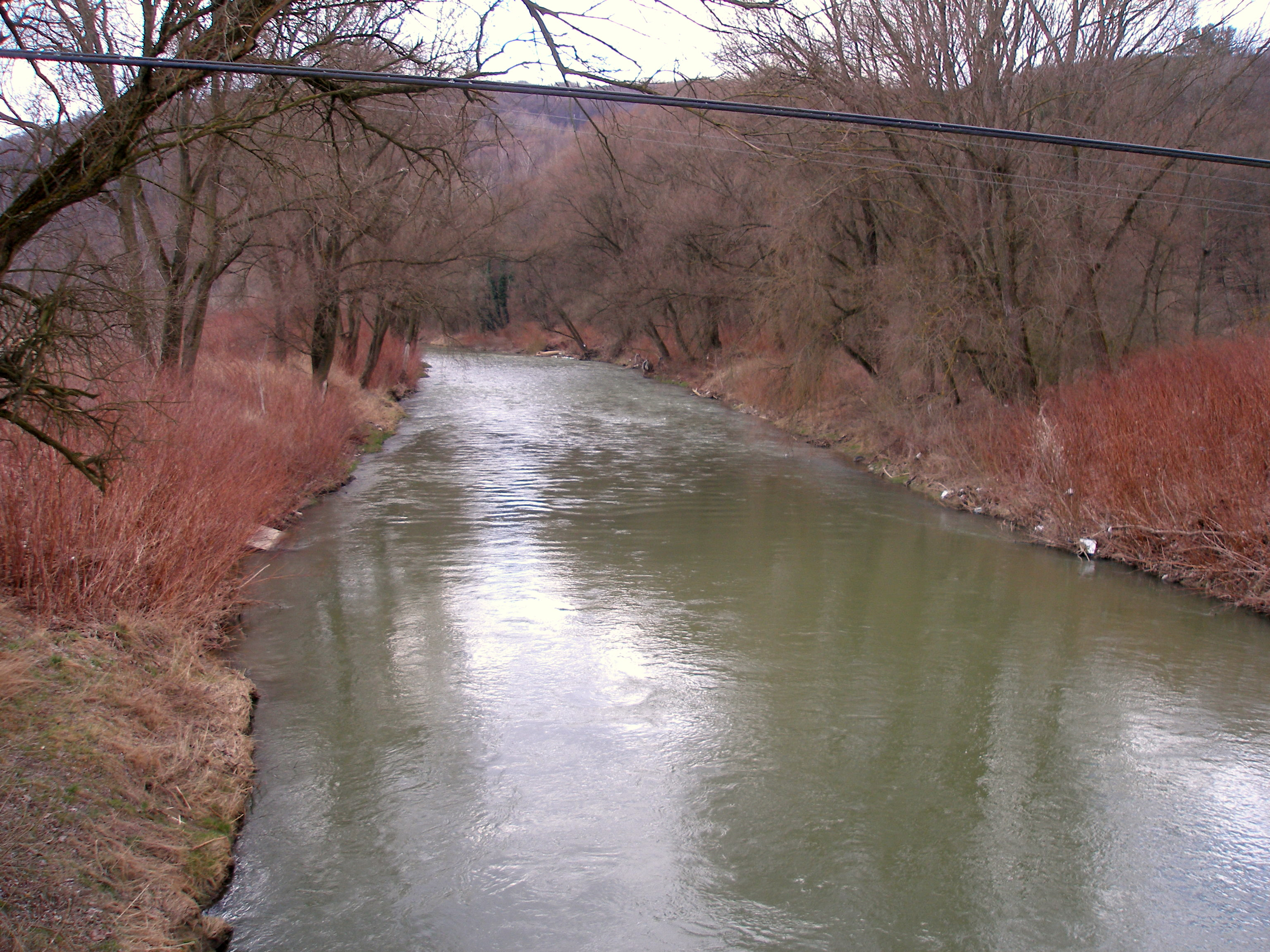
řeka Torysa
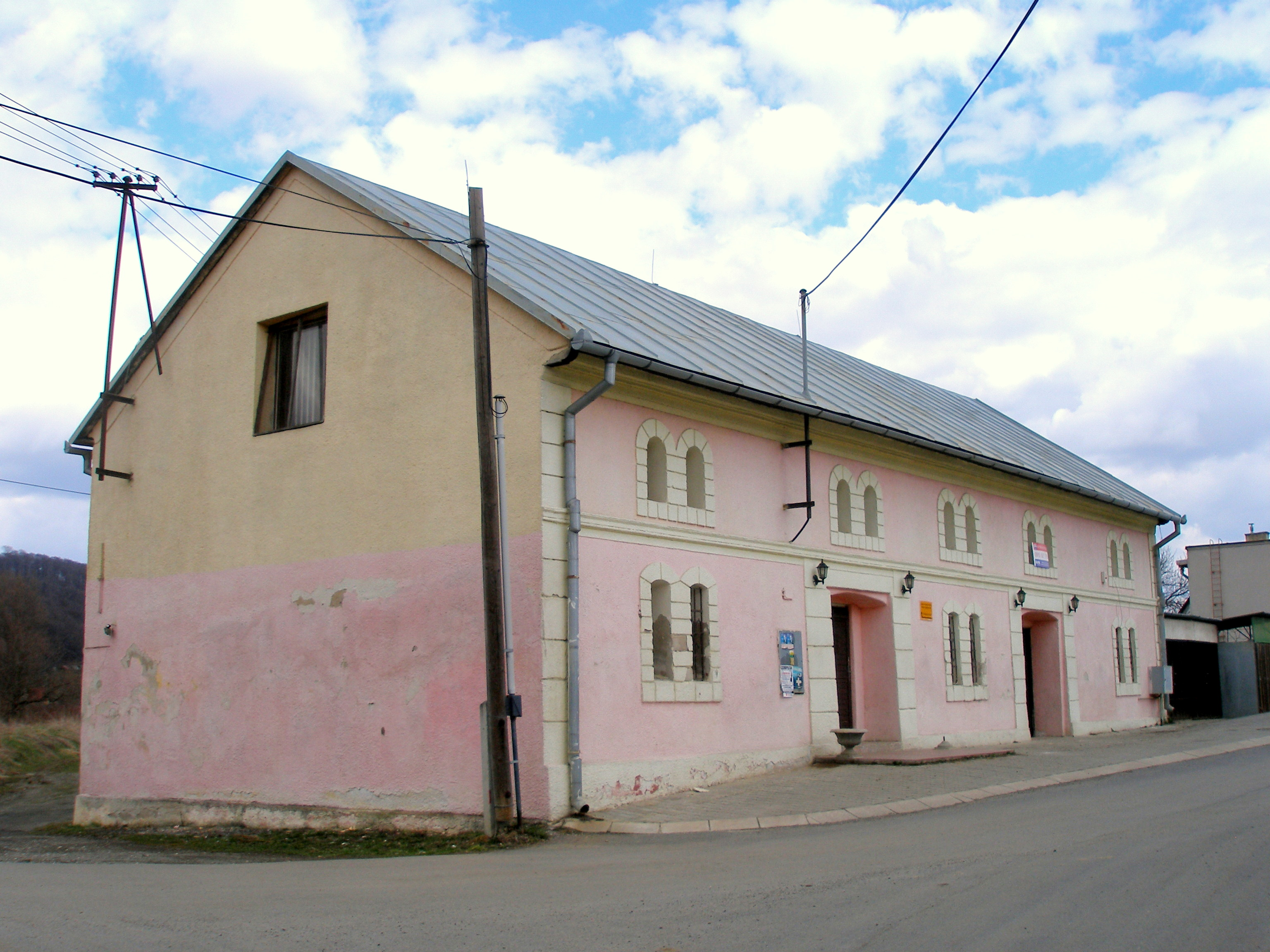
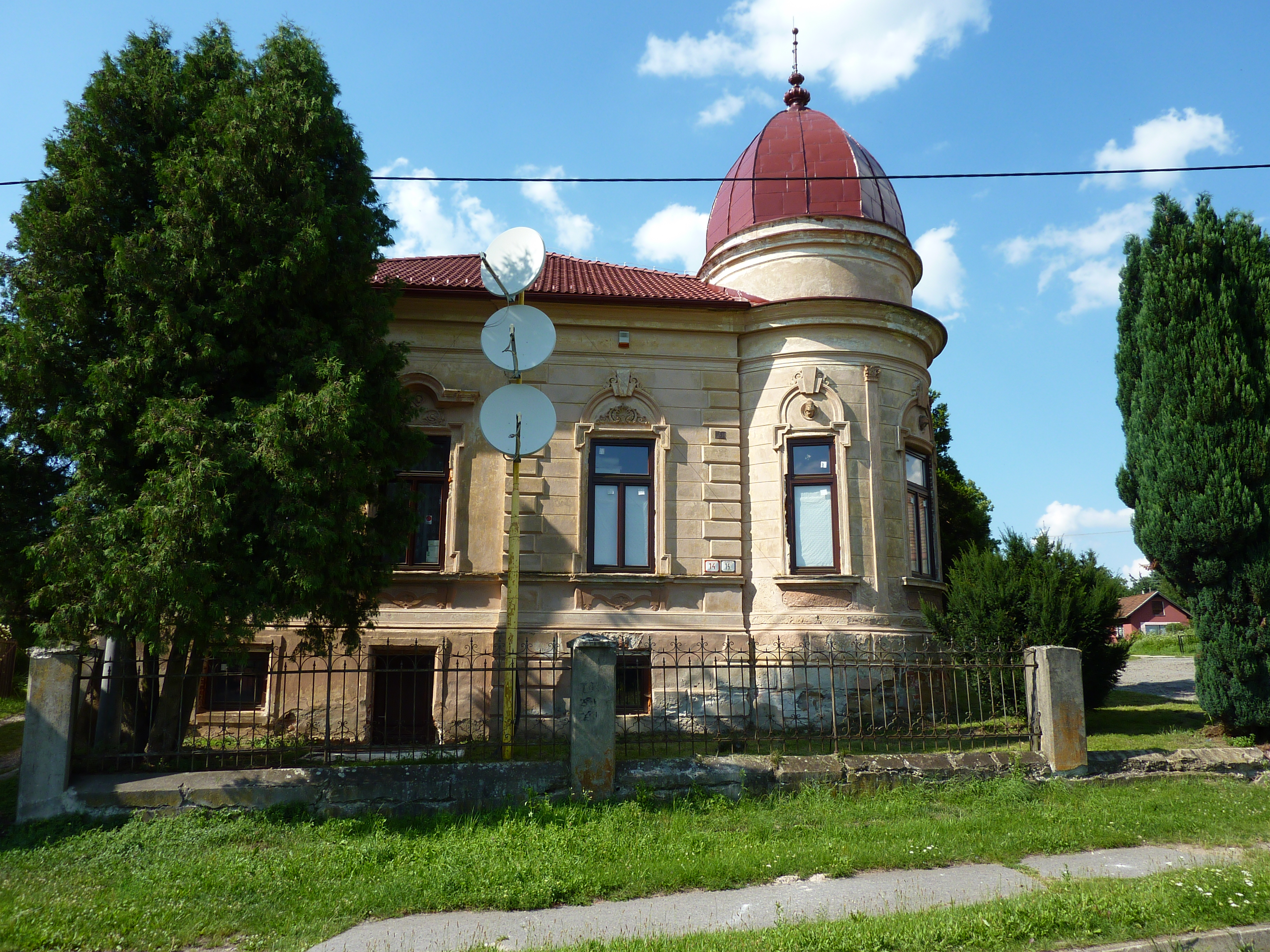
Kúria